# هنري هوسكين

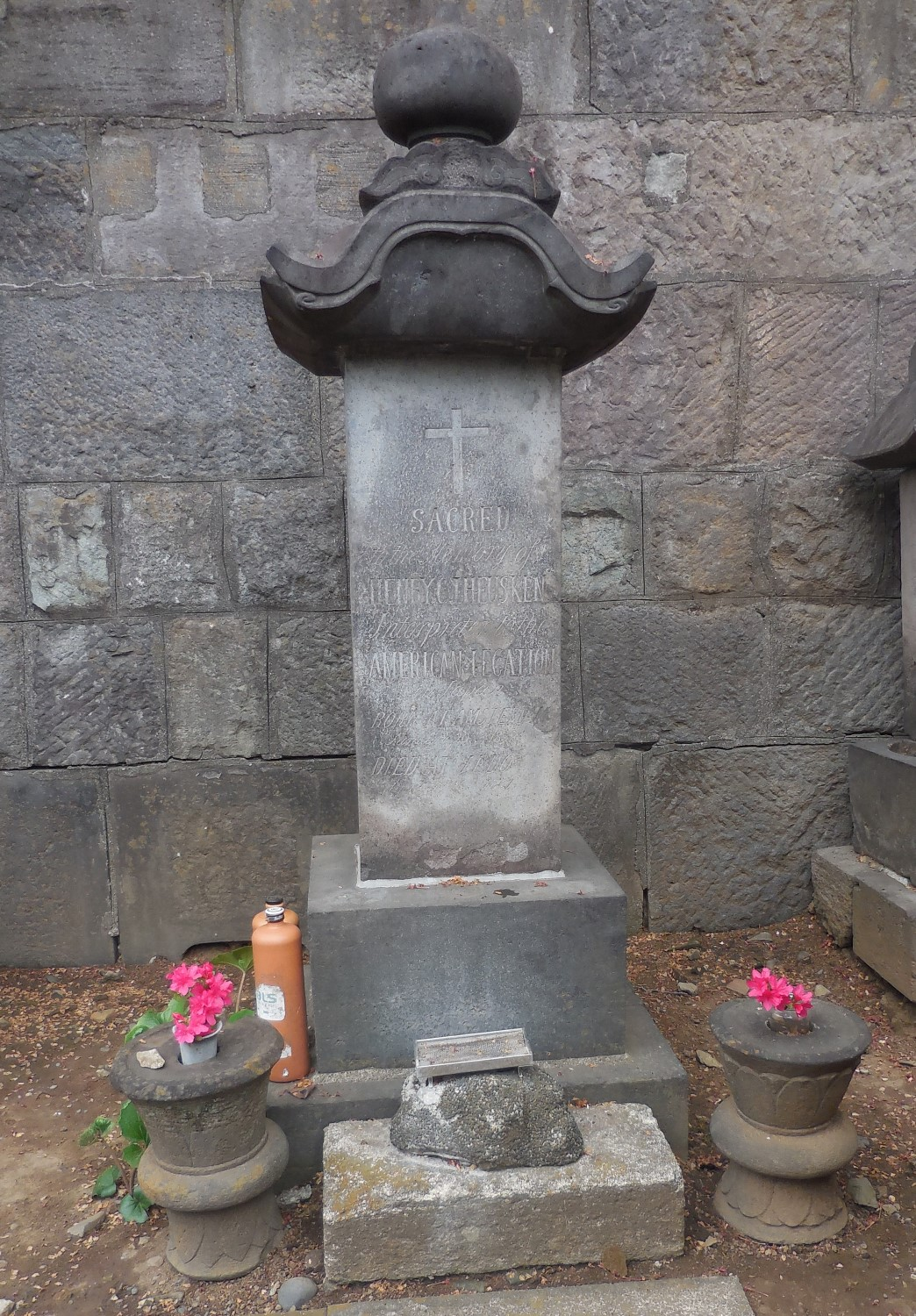
قبر هوكسين في كورين جي في طوكيو

هندريك كونراد جوانز هيوسكن (20 يناير 1832 - 15 يناير 1861) مترجم فوري هولندي أمريكي عمل  لأول قنصلية أمريكية في اليابان، أسس في جيوكوسن جي فيشيمودا، شيزوكا في أواخر فترة باكوماتسو. لعب دوراً لعب دورا هاماً في المفاوضات حول «معاهدة هاريس ‏» التي فتحت العلاقات التجارية بين اليابان وأمريكا. وأدى اغتياله إلى أزمة دبلوماسية طفيفة بين اليابان والقوى الغربية المختلفة.

## حياته
ولد هيوسكن في أمستردام من والده جوانيس فرانسيسكوس هيوسكين، الذي عمل في صناعة الصابون، ووالدته جوانا سميث. وفاة والده عرضت فرصته في مهنة ناجحة للخطر. لذلك هاجر إلى الولايات المتحدة وأصبح مواطنا متجنساً وغير إسمه لهنري كونراد جوانز هيوسكين. ومع ذلك، وجد أن الحياة في مدينة نيويورك صعبة أيضا، لذا إضطر للانتقال من وظيفة إلى أخرى بناءاً على إتصالاته مع المجتمع الهولندي. في عام 1855، قدمته هذه الاتصالات نفسها إلى تاونسند هاريس، الذي تم اختيار كأول قنصل عام للولايات المتحدة إلى اليابان، والذي كان يبحث عن مساعد شخصي ومترجم شفوي في اللغة الأوروبية الوحيدة التي كان اليابانيون على دراية بها. 